# Al Pearce
Al Pearce (ur. 25 lipca 1898, zm. 2 czerwca 1961) – amerykański aktor, komik, piosenkarz, gitarzysta i osobowość radiowo-telewizyjna.

## Filmografia
- 1945: Hitchhike to Happiness jako Kipling ‘Kippy’ Ellis
- 1948: The Main Street Kid jako Otis Jones

## Wyróżnienia
Posiada swoją gwiazdę na Hollywoodzkiej Alei Gwiazd.